# Choline theophyllinate
Choline theophyllinate (INN), còn được gọi là oxtriphylline, là thuốc ho có nguồn gốc từ xanthine hoạt động như một thuốc giãn phế quản để mở đường thở trong phổi. Về mặt hóa học, nó là muối của choline và theophylline. Nó được phân loại là một expectorant.   Thuốc có sẵn dưới tên thương hiệu Choledyl và Choledyl SA, trong số những người khác.